# José Emilio Luna Valderrama
José Emilio Luna Valderrama (Marcaconga, 1840 - Cusco, 23 de enero de 1913) fue un abogado y político peruano. Forma parte de la familia Luna de la provincia de Acomayo que han tenido una gran participación en la política de esa provincia, el departamento del Cusco y el Perú. Así, su padre José Mariano Luna fue diputado por la provincia de Acomayo durante la Convención Nacional de 1833 y su hermano Mauricio Luna fue diputado por Acomayo entre 1889 a 1894 y su medio hermano Federico Luna Aranibar fue miembro de la Congreso Constituyente de 1867, diputado por la provincia de Canchis entre 1868 y 1876 y senador por el departamento de Apurímac de 1879 a 1881.
Fue elegido diputado por la provincia de Acomayo entre 1868 y 1871 durante el gobierno de José Balta reelecto como diputado por la misma provincia en 1872. En 1875, durante un viaje a Cerro de Pasco, fue detenido junto al diputado por la provincia de Abancay, Benjamín Herencia Zevallos bajo el cargo de haber conspirado contra el presidente Manuel Pardo a quien Herencia Zevallos responsabilizaba por el asesinato de su padre en 1872.
En 1881 formó parte de la Asamblea Nacional de Ayacucho como representante de la provincia de Iquique convocado por Nicolás de Piérola luego de la Ocupación de Lima durante la Guerra del Pacífico. Este congreso aceptó la renuncia de Piérola al cargo de Dictador que había tomado en 1879 y lo nombró presidente provisorio. Sin embargo, el desarrollo de la guerra generó la pérdida de poder de Piérola por lo que este congreso no tuvo mayor relevancia.
En 1884 formó parte de la Asamblea Constituyente convocado por el presidente Miguel Iglesias luego de la firma del Tratado de Ancón que puso fin a la Guerra del Pacífico. Esta asamblea no sólo ratificó dicho tratado sino también ratificó como presidente provisional a Miguel Iglesias, lo que condujo a la Guerra civil peruana de 1884-1885.
En 1895 fue elegido como senador por el Cusco. y, desde 1886 hasta 1900, como senador por Apurímac.